# Локве
Локве (словен. Lokve) — поселення в общині Чрномель, Південно-Східна Словенія, Словенія. Висота над рівнем моря: 175,9 м.